# Iglesia de Nuestra Señora de la Asunción (Saint-Tropez)
La iglesia de Nuestra Señora de la Asunción (en francés: église Notre-Dame-de-l'Assomption) es una iglesia de estilo barroco dedicada a Nuestra Señora de la Asunción situada en Saint-Tropez en Provenza, Francia. Declarada monument historique desde el 9 de julio de 1981, es uno de los emblemas de la ciudad.
La construcción de esta iglesia empezó en el siglo XVI, en el corazón del pueblo de Saint-Tropez, en el emplazamiento de una iglesia precedente construida en 1056, y las obras se prolongaron hasta 1784. Tiene una fachada de caliza blanca y un campanario de colores ocre y siena, en contraste con el color azul del cielo y del mar.
En 1820 la iglesia de Nuestra Señora de la Asunción fue consagrada por el arzobispo de Aix-en-Provence, Pierre-Ferdinand de Bausset-Roquefort.
En el interior del edificio están expuestos entre otros objetos un busto de san Torpes (protector de los marinos y patrón de Saint-Tropez), que es llevado durante la «procesión de la bravade», y un busto de san Pedro.